# Wendy Maitland
Wendy Maitland Jones (* 19. Dezember 1975 in Newcastle upon Tyne, England) ist eine ehemalige schottische Squashspielerin.

## Karriere
Wendy Maitland spielte von 1998 bis 2004 auf der WSA World Tour und gewann einen Titel bei insgesamt drei Finalteilnahmen. Ihre beste Platzierung in der Weltrangliste erreichte sie mit Rang 25 im Juni 2003. Mit der schottischen Nationalmannschaft nahm sie 1992, 1994, 1996, 1998, 2000, 2002 und 2004 an der Weltmeisterschaft teil. 2002 wurde sie mit der Nationalmannschaft nach einer Finalniederlage gegen England Vizeeuropameisterin. Sie vertrat Schottland außerdem bei den Commonwealth Games 2002, wo sie im Einzel das Achtelfinale erreichte. Im Mixed schied sie mit Neil Frankland in der Gruppenphase aus. 2002 und 2003 wurde sie schottische Landesmeisterin und stand in beiden Jahren im Hauptfeld der Weltmeisterschaft, wo sie jeweils in der ersten Runde ausschied.

## Erfolge
- Vizeeuropameisterin mit der Mannschaft: 2002
- Gewonnene WSA-Titel: 1
- Schottische Meisterin: 2002, 2003